# 歌鳥
歌鳥（うたどり）は日本の小説家（ライトノベル作家）。北海道出身。

## 主な作品

### 小説（共著）
- CLANNAD SSS（『なごみ文庫』、ハーヴェスト出版）
  - -opal-
  - -emerald-
  - -sapphire-
- リトルバスターズ!エクスタシーSSS（『なごみ文庫』、ハーヴェスト出版）
- りとばす。（『なごみ文庫』、ハーヴェスト出版）
- 真剣で私に恋しなさい!短編集（『なごみ文庫』、ハーヴェスト出版）
  - 弐
  - 参
- 世界でいちばんNGな恋 艶笑小噺（『なごみ文庫』、ハーヴェスト出版）
- 花と乙女に祝福を 短編集（『なごみ文庫』、ハーヴェスト出版）
- ステラ☆シアター Quartet memories（『なごみ文庫』、ハーヴェスト出版）

### アダルトゲーム
- 癒しん母 〜世界で一番好きなひと〜 （Guilty 2007年）
- 看護戦隊ナースレンジャー （LiLiM 2008年）
- 黙って私のムコになれ! （ensemble 2011年）
- 虜ノ契 家族のために身体を差し出す姉と妹 （Guilty eX 2011年）
  - 虜ノ契 The motion （Guilty eX 2015年）
- 恋の話と（I.D. 2013年）
- 桜舞う乙女のロンド（ensemble 2013年）

### 一般ゲーム
- ARIA The ORIGINATION 〜蒼い惑星のエルシエロ〜 （アルケミスト 2008年）
- 家庭教師ヒットマンREBORN! Let's暗殺!? 狙われた10代目! （マーベラスエンターテイメント 2007年）
- とんがりボウシと魔法の365にち （コナミデジタルエンタテインメント 2008年）
- バンブーブレード 〜“それから”の挑戦〜 （ガジェットソフト 2009年）